# Nguyễn Đắc Tài
Nguyễn Đắc Tài (sinh năm 1962) là chính trị gia người Việt Nam. Ông nguyên là Ủy viên Ban Thường vụ Tỉnh ủy Khánh Hòa, Phó Chủ tịch thường trực Ủy ban nhân dân tỉnh Khánh Hòa.

## Xuất thân và giáo dục
Nguyễn Đắc Tài sinh ngày 25 tháng 1 năm 1962, quê quán tại xã Ninh Trung, thị xã Ninh Hòa, tỉnh Khánh Hòa.
Ông có học vấn cử nhân ngữ văn, cử nhân xuất bản.

## Sự nghiệp
Nguyễn Đắc Tài là đảng viên Đảng Cộng sản Việt Nam.
Tháng 10 năm 2010, tại Đại hội đại biểu Đảng bộ tỉnh Khánh Hòa khóa 16 nhiệm kì 2010-2015, Nguyễn Đắc Tài được bầu làm ủy viên Ban thường vụ Tỉnh ủy. Ông là Phó Trưởng ban Tổ chức Tỉnh ủy Khánh Hòa nhiệm kì 2010-2015.
Tháng 5 năm 2011, Nguyễn Đắc Tài, lúc này là ủy viên Ban thường vụ Tỉnh ủy, Trưởng Ban Tổ chức Tỉnh ủy Khánh Hòa, đã trúng cử Đại biểu Hội đồng nhân dân tỉnh Khánh Hòa nhiệm kì 2011-2016 với tỉ lệ 60,51% số phiếu hợp lệ.
Nguyễn Đắc Tài là ủy viên Ban thường vụ Tỉnh ủy Khánh Hòa khóa 17 nhiệm kì 2015-2020.
Tháng 12 năm 2015, ông Lê Đức Vinh, Chủ tịch Ủy ban nhân dân tỉnh Khánh Hòa giới thiệu ông Nguyễn Đắc Tài vào chức vụ Phó Chủ tịch UBND tỉnh Khánh Hòa. Ông là ứng cử viên duy nhất được giới thiệu.
Chiều ngày 9 tháng 12 năm 2015, 45/51 đại biểu Hội đồng nhân dân tỉnh Khánh Hòa khóa 5 đã bầu ông Nguyễn Đắc Tài giữ chức vụ Phó Chủ tịch UBND tỉnh Khánh Hòa nhiệm kì 2011-2016. Lúc này ông Tài đang là ủy viên Ban thường vụ Tỉnh ủy Khánh Hòa, Trưởng Ban Tổ chức Tỉnh ủy Khánh Hòa.
Từ tháng 8 năm 2019 đến tháng 12 năm 2020, Nguyễn Đắc Tài là Phó Chủ tịch thường trực UBND tỉnh Khánh Hòa.
Tháng 12 năm 2019, Nguyễn Đắc Tài được giao phụ trách Ủy ban nhân dân tỉnh Khánh Hòa thay ông Lê Đức Vinh bị kỉ luật cách chức.
Ngày 8 tháng 12 năm 2020, HĐND tỉnh Khánh Hòa đã xem xét, bỏ phiếu miễn nhiệm chức vụ phó chủ tịch UBND tỉnh Khánh Hòa đối với ông để nghỉ công tác, chờ đủ tuổi nghỉ hưu.